# Chamaedorea seifrizii
Espèce
Synonymes
- Chamaedorea donnell-smithii Dammer
- Chamaedorea erumpens H.E.Moore
- Meiota campechana O.F.Cook

Chamaedorea seifrizii est une espèce de palmiers, appelée palmier bambou (en anglais : Bamboo palm), palmier de salon ou encore palmier roseau (en anglais : Reed palm) . C'est un palmier subtropical qui peut faire jusqu'à 200 cm de haut ; il est couramment utilisé comme plante d'intérieur. Les feuilles persistantes sont pennées et les fleurs jaunes sont portées sur une panicule. Les fruits sont petits, ronds et noirs.
Originaire du Mexique et d'Amérique centrale, il pousse dans les habitats forestiers perturbés et dans les sols mésiques sur calcaire. L'espèce a été introduite en Floride où elle est cultivée comme plante de haie. Elle peut, dans certaines situations, s'échapper des cultures.
L'espèce porte le nom du botaniste américain William Seifriz.

## Galerie

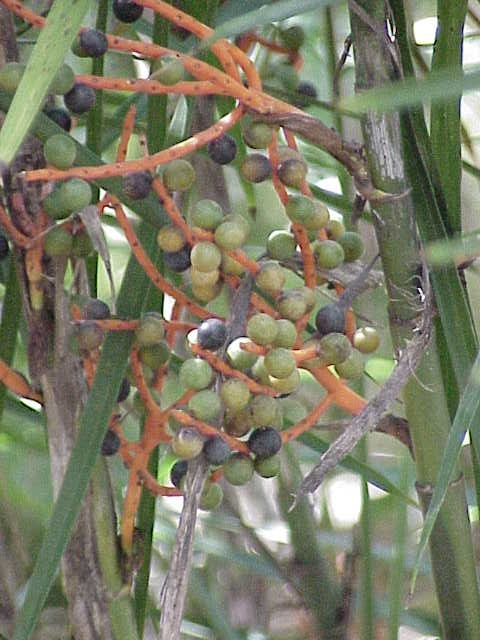
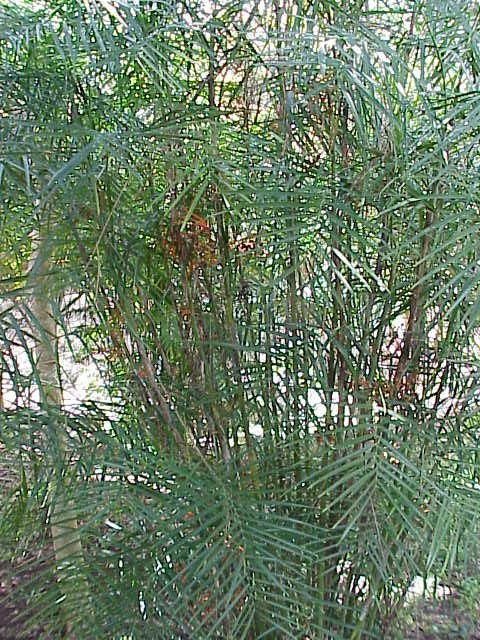
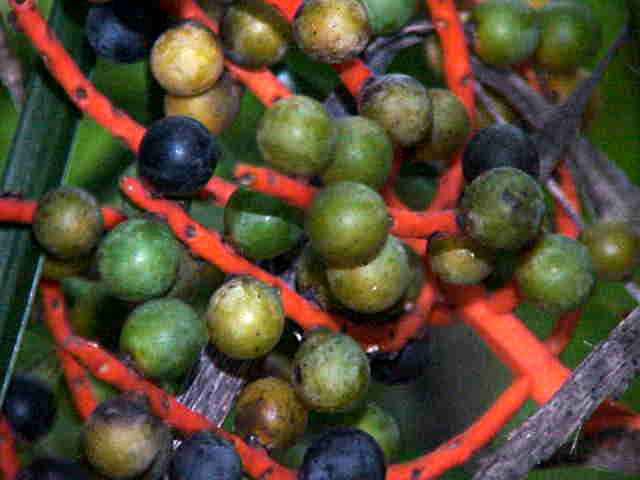
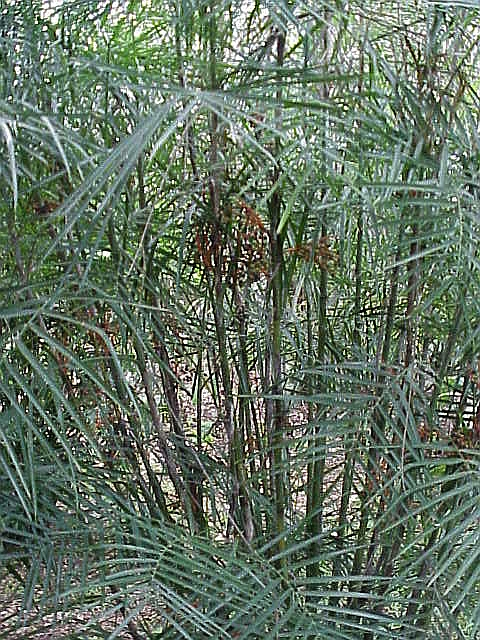

## Classification
- famille des Arecaceae
  - sous-famille des Arecoideae
    - tribu des Chamaedoreeae[8].